# Beckmannia syzigachne
Beckmannia syzigachne  es una especie de planta herbácea perteneciente a la familia de las poáceas.

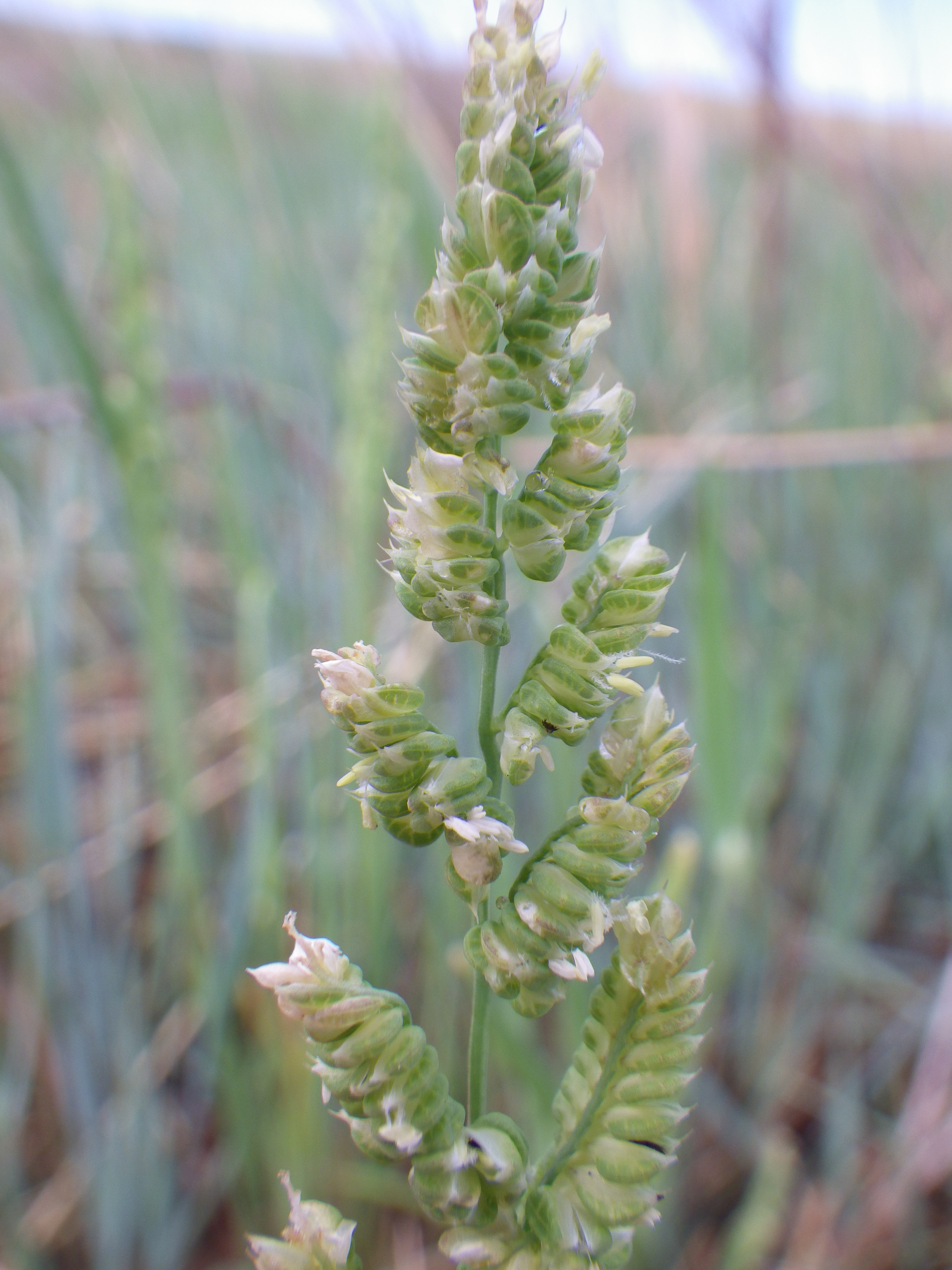
Detalle

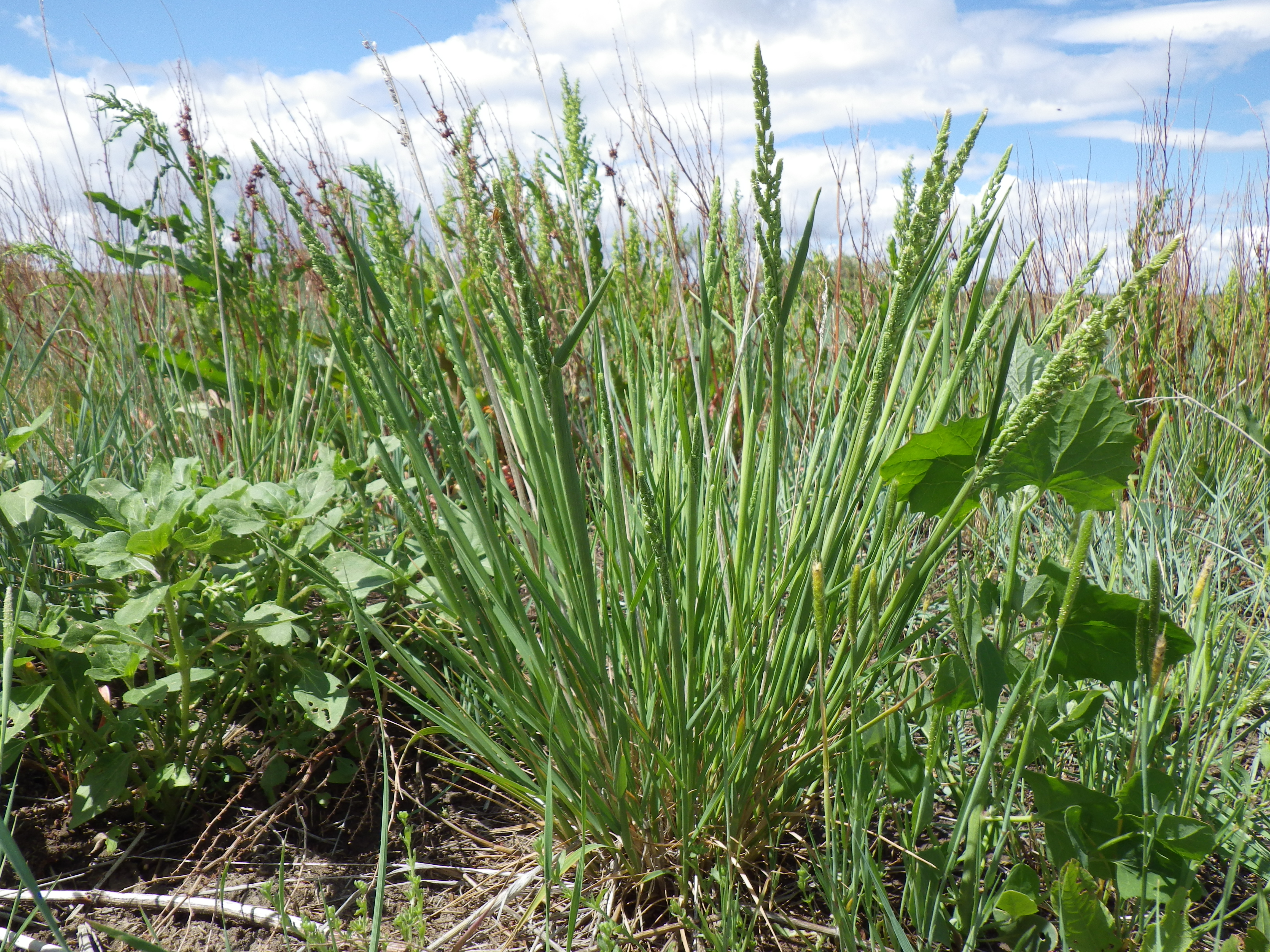
Vista de la planta

## Descripción
Es una planta anual o perenne de corta duración que se encuentra en pantanos o lodazales poco profundos.

## Distribución
Esta especie es nativa del norte de Estados Unidos, el sur de Canadá y parte del este de Asia.

## Taxonomía
Beckmannia syzigachne fue descrita por (Steud.) Fernald  y publicado en Rhodora 30(350): 27. 1928.
Etimología
Beckmannia: nombre genérico que fue nombrado en honor de Johann Beckmann.
syzigachne: epíteto que significa "con pico" y viene del griego syzygos (pico) y achné (aquenio). 
Sinonimia
- Beckmannia baicalensis Hultén
- Beckmannia eruciformis subsp. baicalensis (Kusn.) T.Koyama & Kawano
- Beckmannia eruciformis var. baicalensis Kuzn.
- Beckmannia eruciformis subsp. baicalensis (V.A. Kusn.) Hultén
- Beckmannia eruciformis subsp. baicalensis (V.A. Kusn.) Koyama & Kawano
- Beckmannia eruciformis subsp. syzigachne (Steud.) Breitung
- Beckmannia eruciformis var. uniflora A.Gray
- Beckmannia eruciformis subsp. vaicalensis (V.A. Kusn.) Koyama & Kawano
- Beckmannia hirsutiflora (Roshev.) Prob.
- Beckmannia syzigachne subsp. baicalensis (Kusn.) T.Koyama & Kawano
- Beckmannia syzigachne subsp. baicalensis (V.A. Kusn.) Hultén
- Beckmannia syzigachne f. eriantha Kitag.
- Beckmannia syzigachne subsp. hirsutiflora (Roshev.) Tzvelev
- Beckmannia syzigachne var. hirsutiflora Roshev.
- Beckmannia syzigachne subsp. syzigachne
- Beckmannia syzigachne var. syzigachne
- Beckmannia syzigachne var. uniflora (Scribn. ex A.Gray) B.Boivin
- Panicum syzigachne Steud.[4][5]